# Robin Carpenter
Pour les articles homonymes, voir Carpenter.
Robin Carpenter, né le 20 juin 1992 à Philadelphie, est un coureur cycliste américain.

## Biographie
En 2014, il s'impose sur une étape du Tour du Colorado

## Palmarès et résultats

### Par année
- 2011
  - Tour of the Hilltowns
  - 3e étape du Tour of the Catskills
- 2012
  - Pinecone Road Race
- 2013
  - SoYoCo Circuit Race
  - Farmersville Road Race
  - 3e étape de la Joe Martin Stage Race
  - Puivelde Koerse
- 2014
  - Historic Riverton Criterium
  - 2e étape du Tour du Colorado
  - 2e du championnat des États-Unis du contre-la-montre espoirs
- 2015
  - 2e étape de la San Dimas Stage Race
  - 2e de la Cascade Classic
- 2016
  - Cascade Classic :
    - Classement général
    - 1re étape

  - 2e étape du Tour de l'Utah
  - Classement général du Tour d'Alberta
  - 3e du Dana Point Grand Prix
  - 3e du Tour de Beauce
- 2017
  - 2e étape de la San Dimas Stage Race
  - Joe Martin Stage Race :
    - Classement général
    - 4e étape

  - Winston-Salem Cycling Classic
  - Classement général de la Cascade Classic
  - 3e de la San Dimas Stage Race
- 2018
  - 2e étape du Tour de Murrieta
  - Historic Marietta Bike Race
  - 2e du championnat des États-Unis sur route
- 2019
  - 2e de Paris-Chauny
  - 3e de la Roue tourangelle
- 2021
  - 2e étape du Tour de Grande-Bretagne
- 2023
  - Hatfield Road Race
  - 5e étape de la Redlands Classic
  - 1re et 6e étapes de l'Intelligentsia Cup
  - Bucks County Classic
  - New Haven Grand Prix
  - 3e de la Redlands Classic
  - 3e de l'Athens Twilight Criterium
  - 3e de l'Intelligentsia Cup
- 2024
  - Buzz the Tower
  - Sunshine Criterium
  - New Haven Grand Prix
  - 2e de la Harlem Skyscraper Classic
  - 3e de l'Athens Twilight Criterium
- 2025
  - Buzz the Tower
  - 1re étape de l'Intelligentsia Cup

### Classements mondiaux
| Année                                 | 2011 | 2012 | 2013 | 2014 | 2015 | 2016 | 2017 | 2018 | 2019 | 2020  | 2021  | 2022  | 2023  | 2024  |
| ------------------------------------- | ---- | ---- | ---- | ---- | ---- | ---- | ---- | ---- | ---- | ----- | ----- | ----- | ----- | ----- |
| Classement mondial                    |      |      |      |      |      | 250e | 308e | 390e | 470e | 1441e | 1098e | 2217e | 2631e | 2555e |
| UCI Europe Tour                       | nc   | nc   | nc   | nc   | nc   | nc   | nc   | 352e |      |       |       |       |       |       |
| UCI Asia Tour                         | nc   | nc   | nc   | nc   | nc   | 514e | nc   | nc   |      |       |       |       |       |       |
| UCI America Tour                      | 360e | 331e | nc   | 145e | 186e | 8e   | 5e   | 53e  | 49e  | 126e  | 154e  | 360e  | nc    | nc    |
|                                       |      |      |      |      |      |      |      |      |      |       |       |       |       |       |
| Légende : nc = non classéSource : UCI |      |      |      |      |      |      |      |      |      |       |       |       |       |       |